# Nanosaurus
|  | Dieser Artikel wurde aufgrund von formalen oder inhaltlichen Mängeln in der Qualitätssicherung Biologie im Abschnitt „Paläontologie“ zur Verbesserung eingetragen. Dies geschieht, um die Qualität der Biologie-Artikel auf ein akzeptables Niveau zu bringen. Bitte hilf mit, diesen Artikel zu verbessern! Artikel, die nicht signifikant verbessert werden, können gegebenenfalls gelöscht werden. Lies dazu auch die näheren Informationen in den Mindestanforderungen an Biologie-Artikel. Begründung: Nach Verschiebung Vollprogramm |

Nanosaurus ist eine Gattung der Vogelbecken-Dinosaurier (Ornithischia). Diese Gattung basiert auf einem Oberschenkelknochen mit wenigen weiteren, postkranialen Resten (Holotyp, Exemplarnummer YPM 1875), der aus dem späten Oberjura Nordamerikas stammt.
Früher wurden dem Juniorsynonym Othnielia weitere Funde, darunter zwei fragmentarische Skelette und Schädelmaterial, zugeschrieben. Eine Revision der Gattung durch Peter Galton (2007) zeigte jedoch, dass das Holotyp-Material keine diagnostischen Merkmale zeigt, die jedoch zur Abgrenzung der Gattung nötig wären. Einer Zuordnung weiterer Funde zu Othnielia fehlt folglich die Grundlage. Galton stellte deshalb eine neue Gattung für die anderen, einst Othnielia zugeschriebenen Funde auf, Othnielosaurus, und betrachtet die Gattung Othnielia als Nomen dubium (zweifelhafter Name). Heutzutage werden sowohl Othnielia als auch Othnielosaurus als Juniorsynonyme von Nanosaurus betrachtet.

## Forschungsgeschichte und Namensgebung
Das Holotyp-Material entdeckte B. F. Mudge aus den Schichten der Morrison-Formation nahe Garden Park bei Cañon City im US-amerikanischen Bundesstaat Colorado. 1877 wurde der Fund von Othniel Charles Marsh als neue Art der Gattung Nanosaurus (Nanosaurus rex) erstmals wissenschaftlich beschrieben. Marsh beschrieb das Tier als „kleinen, fuchsgroßen Dinosaurier“. Galton und Jensen (1973) erkannten Ähnlichkeiten mit der Gattung Hypsilophodon und schrieben Nanosaurus der Hypsilophodontidae zu, eine Familie, die heute als paraphyletisch gilt und deswegen nicht mehr verwendet wird.
Galton (1977) erkannte wichtige Unterschiede zwischen Nanosaurus rex und der Typusart von Nanosaurus und stellte Nanosaurus rex daher in eine eigene Gattung, die er Othnielia nannte (Othnielia rex). Der Name Othnielia ehrt den bedeutenden Paläontologen Othniel Charles Marsh. Dennoch betrachtet man heute sowohl Othnielosaurus als auch Othnielia als Synonyme der Gattung Nanosaurus.